# Спомен-комплекс Црна Ћуприја
Спомен-комплекс Црна Ћуприја је комеморативни простор површине 472 хектара, који се налази 10 км од Жабља, на путу од Новог Сада према Зрењанину. Године 1991, комплекс је проглашен за знаменито место од великог значаја.
На овом месту су мађарски фашисти 1942. године извршили стрељање родољуба из општине Жабаљ. Ово је био само део већег погрома, познатог као Новосадска рација, који су фашистички окупатори предузели против Срба и Јевреја у јужној Бачкој.
У знак сећања на жртве фашизма из овог краја и Народноослободилачку борбу народа Шајкашке, године 1962, унутар комплекса је подигнут монументални споменик жртвама рације, познат и под именом споменик борби народа Шајкашке. Аутор споменика, високог 9 метара, је вајар Јован Солдатовић.
У близини Солдатовићевог споменика налази се и споменик у виду цвета локвања, рад ликовног уметника Владислава Рајчетића. Око стилизованог цвета локвања налази се пет мермерних плоча са списком жртава фашизма из Жабља. Плоче и цвет били су бронзани, али су 2009. године украдени, а плоче после тога надомештене мермернима.
Почетком 21. века на простору комплекса формиран је Голф центар, са тереном за играње голфа.